# Georges Polti
Georges Polti, född 1868, var en fransk författare, bror till arkitekten Julien Polti.
Polti skrev ett flertal arbeten för teatern liksom 36 situations dramatiques och L'Art d'inventer des personnages.